# Siegbertus Komar
Siegbertus Komar SVD (* 7. November 1893 in Griffen (Kärnten); † 18. März 1943 in der Bismarcksee) war ein österreichischer römisch-katholischer Ordensmann, Missionar und Märtyrer.

## Leben
Johann Komar aus Griffen bei Völkermarkt in Kärnten trat in den Orden der Steyler Missionare ein und nahm den Ordensnamen Siegbertus an. Er ging als Bruder (nicht Priester) in die Papua-Neuguinea-Mission. Nach der Besetzung von Papua-Neuguinea durch japanische Invasionstruppen 1942 wurde er am 18. März 1943 zusammen mit Bischof Josef Lörks und zahlreichen weiteren Missionaren und Ordensschwestern auf dem Zerstörer Akikaze hingerichtet und ins Meer geworfen.

## Gedenken
Die Römisch-katholische Kirche in Deutschland hat Bruder Siegbertus Komar als Märtyrer in das deutsche Martyrologium des 20. Jahrhunderts aufgenommen.